# Arboreto di Vallombrosa
L'Arboreto di Vallombrosa è un territorio boscoso di Vallombrosa, che sorge a circa 950 metri sul livello del mare nel territorio comunale di Reggello (FI).
L'arboreto di Vallombrosa, che costituisce la più importante collezione italiana di piante nata a scopi scientifici e sperimentali, ha attualmente una collezione di circa 5.000 esemplari suddivisi in oltre 700 specie arboree e arbustive.
Fondato nel 1870 da Adolfo di Bérenger, primo direttore del Regio Istituto forestale di Vallombrosa, sorge su un suolo siliceo nella fascia di transizione fra castagneto e faggeta. L'attuale arboreto è suddiviso in sette "arboreti" realizzati in epoche diverse, una per ciascuno dei curatori che si sono succeduti dall'anno della sua fondazione: Arboreto di Berenger (1870), Arboreto Siemoni (1880), Arboreto Tozzi (1886), Arboreto Perona (1914), Arboreto Gellini (1894), Arboreto Pavari (1923-1958), Arboreto Allegri (1976).